# Inpumon'in no Tayū
Inpumon'in no Tayū (殷富門院大輔, L'inserviente dell'Imperatrice Inpu; 1130 – 1200) è stata una poeta giapponese waka del tardo periodo Heian e il primo periodo Kamakura.
È considerata una delle Trentasei poetesse immortali (女房三十六歌仙, Nyōbō Sanjūrokkasen).
Suo padre era Fujiwara no Nobunari e sua madre era la figlia di Sugawara no Ariyoshi. Servì come dama di corte della principessa imperiale Ryōshi (conosciuta come Inpumon'in) figlia dell'imperatore Go-Shirakawa e nel 1192 divenne una monaca buddista insieme alla principessa.

## Poesia
Fu addestrata nella poesia waka dal monaco Shun'e e ebbe come compagni di poesia Fujiwara no Sadaie, il monaco Jakuren, il monaco Saigyō e Minamoto no Yorimasa, tra gli altri.
Alcune delle sue poesie furono incluse nell'antologia Senzai Wakashū, e raccolse personalmente le sue poesie nell'Inpu Mon In no Daifu-shū (殷富門院大輔集). Oltre ad essere inclusa nell'elenco antologico delle Nyōbō Sanjūrokkasen, è presente anche nell'elenco dello Hyakunin Isshu. Sessantacinque delle sue opere sono state incluse in antologie di poesia imperiali. Una delle sue poesie è stata selezionata anche per Ogura Hyakunin-isshu.
(Senzai Wakashū 14:886)